# Peter Wiersum
Peter Noel Jan Wiersum (Sutton Coldfield, 19 de agosto de 1987) é um remador e timoneiro neerlandês, medalhista olímpico.

## Carreira
Wiersum competiu nos Jogos Olímpicos de 2008, 2012 e 2016, sempre integrando a equipe dos Países Baixos no oito com. Em sua primeira aparição, em Pequim, finalizou próximo a zona de medalhas, na quarta colocação. Em Londres, ficou uma posição abaixo e terminou no quinto lugar. Quatro anos depois, no Rio de Janeiro, finalmente conquistou uma medalha com a equipe neerlandesa, obtendo o bronze.